# 독립집합

파란 꼭짓점 9개가 극대 독립집합을 나타낸다. 이 그래프의 꼭짓점은 모두 24개이다.

그래프 이론에서 독립 집합(獨立集合, 영어: independent set)은 서로 인접하지 않는 꼭짓점들의 집합이다.

## 정의

정육면체의 그래프는 총 6개의 극대 독립 집합을 갖는다. 이들 가운데, 두 개(가운데 열)는 최대 독립 집합이다.

그래프 {\displaystyle G}의 독립집합 {\displaystyle I\subset V(G)}는 다음 성질을 만족시키는 집합이다.
- 모든 {\displaystyle u,v\in I}에 대하여, {\displaystyle uv\not \in E(G)}

그래프 {\displaystyle G}의 독립 집합들의 집합은 포함 관계에 따라서 부분 순서 집합을 이룬다. 극대 독립 집합(영어: maximal independent set)은 포함 관계에 따라서 최대인 독립 집합이다.
최대 독립 집합(영어: maximum independent set)은 그래프 G에 대해서 꼭짓점 수가 최대인 독립 집합이다. 그래프 {\displaystyle G}의 최대 독립집합의 크기는 {\displaystyle \alpha (G)}라고 쓴다.:3

## 성질
그래프의 극대 독립 집합은 우세 집합(영어: dominating set)이다. 그래프 {\displaystyle G}의 극대 독립 집합의 수는 {\displaystyle 3^{|E(G)|/3}} 이하이다.

### 다른 그래프 특성과 관계
어떤 집합이 독립 집합인 것은 그 그래프의 여 그래프에서 그 집합이 클릭을 이루는 것과 동치이다. 따라서 독립 집합과 클릭은 상호 보완 관계이다. 큰 클릭이 없고 충분히 큰 그래프에는 큰 독립 집합이 있다는 것이 램지 이론에서 연구하는 주제이다.
어떤 집합이 독립 집합인 것은 여집합이 꼭짓점 덮개인 것과 동치이다. {\displaystyle \alpha (G)}와 최소 꼭짓점 덮개 {\displaystyle \beta (G)}의 합은 그래프의 꼭짓점 수가 된다.
이분 그래프에서는 최대 독립 집합의 크기와 최소 변 덮개의 크기가 같다.

### 알고리즘
독립 집합과 관련된 문제로는 다음을 들 수 있다.
- 최대 독립 집합 문제(영어: maximum independent set problem): 주어진 그래프의 (적어도 하나의) 최대 독립 집합을 찾는 문제
  - 이 문제는 NP-난해 최적화 문제이다.
- 극대 독립 집합 문제(영어: maximal independent set problem): 주어진 그래프의 (적어도 하나의) 극대 독립 집합을 찾는 문제
  - 이 문제는 다항 시간에 간단한 탐욕 알고리즘으로 풀 수 있다.
- 극대 독립 집합 나열 문제: 주어진 그래프의 모든 극대 독립 집합을 찾는 문제. NP-난해 문제를 다룰 때 부분 단계로 자주 등장한다.
- 독립 집합 결정 문제(영어: independent set decision problem): 그래프 {\displaystyle G}가 주어진 크기 {\displaystyle k}의 독립 집합을 포함하는지를 판정하는 결정 문제.
  - 이는 그 여 그래프의 클릭 문제와 동치이며, NP-완전 문제이다.

## 참고 문헌
1. ↑  Godsil, Chris; Gordon Royle (2001). 《Algebraic graph theory》 (영어). New York: Springer. ISBN 0-387-95220-9.

## 같이 보기
- 부합